# Karl Kreutzberg
Karl Kreutzberg (Düren, 15 de fevereiro de 1912 - Düren, 13 de agosto de 1977) foi um handebolista de campo alemão, campeão olímpico.
Fez parte do elenco campeão olímpico de handebol de campo nas Olimpíadas de Berlim de 1936.